# فعالیت مدنی (فیلم)
فعالیت مدنی (به انگلیسی: A Civil Action) فیلمی است محصول سال ۱۹۹۸ و به کارگردانی استیون زایلیان است. در این فیلم بازیگرانی همچون جان تراولتا، رابرت دووال، جیمز گاندولفینی، دن هدایا، جان لیسگو، ویلیام اچ میسی، کاتلین کویینلان، تونی شالهوب و ماری مارا ایفای نقش کرده‌اند.

## داستان
ایست ووبرن مینه سوتا، سال ۱۹۷۹. دو چاه آب شرب اهالی شهر با پساب‌های صنعتی آلوده می‌شوند و همهٔ اهالی به کارخانه‌های محلی شک می‌برند و آن‌ها را علت مسموم شدن آب، ابتلای بعضی از کودکان شهر به سرطان خون و مرگ آنان می‌پندارند. «آن آندرسن» (کویینلن)، مادری که پسرش مرده تصمیم می‌گیرد از صاحبان کارخانه‌ها شکایت کند…